# 1 Dywizja (Księstwo Warszawskie)
1 Dywizja – związek taktyczny Księstwa Warszawskiego.

## Formowanie i zmiany organizacyjne
Od 1806 funkcjonowała jako Legia Warszawska.  Organizując ją, sformowano sześć batalionów w departamencie warszawskim i dwa w płockim.
Barwy Legii to: wyłogi, lampasy, wypustki i guziki żółte z numerem pułku, kołnierz i wyłogi przy rękawach pąsowe.
W  1808 roku przeorganizowano Legię i sformowano 1 Dywizję. Jej dowódcą został dotychczasowy dowódca Legii Warszawskiej – gen. Józef Poniatowski.

## Struktura organizacyjna
Po reorganizacji i przesunięciach kadrowych stan dywizji w połowie 1808 roku przedstawiał się następująco:
Dowództwo
- dowódca dywizji – gen. Józef Poniatowski
- major dywizji[a] – gen. Łukasz Biegański
- szef sztabu – płk Franciszek Paszkowski
- dowódcy brygad: gen. Wincenty Aksamitowski, gen. Stanisław Wojczyński
- adiutant dowódcy – płk Józef Rautenstrauch
- komisarz wojenny – Marcin Molski[4]
- bez przydziału – gen. Kamieniecki
- naczelny urzędnik zdrowia – Onufry Lucey[5]

Oddziały
- 1 pułk piechoty – dowódca płk Kazimierz Małachowski (1642 żołnierzy)
- 2 pułk piechoty – dowódca płk Stanisław Potocki (1742 żołnierzy)
- 3 pułk piechoty – dowódca płk Edward Żółtowski (1927 żołnierzy)
- 4 pułk piechoty – dowódca płk Feliks Potocki
- 1 pułk strzelców konnych – dowódca płk Konstanty Przebendowski (730 żołnierzy)
- 2 pułk ułanów – dowódca Tadeusz Tyszkiewicz (800 żołnierzy)
- 1 batalion artylerii pieszej – dowódca ppłk Jakub Redel
- 1 kompania artylerii konnej